# 2015 en photographie
| Années de la photographie : 2012 - 2013 - 2014 - 2015 - 2016 - 2017 - 2018    |
| Décennies de la photographie : 1980 - 1990 - 2000 - 2010 - 2020 - 2030 - 2040 |

Cet article présente les faits marquants de l'année 2015 en photographie.

## Événements
- Création au sein du Musée des beaux-arts du Canada à Ottawa (Ontario) de l'Institut canadien de la photographie, institution destinée à abriter la collection de photographies du Musée des beaux-arts du Canada, l'une des collections de photographies et de matériels connexes les plus complètes au monde, allant des daguerréotypes aux images numériques, comptant parmi ses chefs-d'œuvre des œuvres d'artistes comme William Henry Fox Talbot, Timothy O'Sullivan, Charles Nègre, Felice Beato, Jane Dieulafoy, Eadweard Muybridge, Eugène Atget, Hermann Biewend, James Mudd, Gertrude Käsebier, Walker Evans, Edward Weston, August Sander, Lisette Model, André Kertész, Paul Strand, Josef Sudek, Robert Frank, Henri Cartier-Bresson, Ansel Adams, entre autres...
- Création du Centre international du photojournalisme à Perpignan.

## Festivals et congrès photographiques
- Festival de l'oiseau et de la nature, 25 avril-3 mai 2015
- 1re édition de la foire Photo London, Somerset House, Londres, du 21 au 24 mai 2015
- 113e congrès de la Fédération photographique de France à Perpignan, 14-16 mai 2015
- 46e Rencontres d'Arles, 6 juillet-20 septembre 2015
- Visa pour l'image à Perpignan, 29 août-13 septembre 2015[1].
- 77e congrès de la Photographic Society of America à West Yellowstone, 27 septembre-3 octobre 2015
- 5e et dernière édition de la biennale Photoquai à Paris, 22 septembre-22 novembre 2015
- Salon de la photo de Paris, 5-9 novembre 2015[2],[3].
- Paris Photo, 12-15 novembre 2015
- Festival international de la photo animalière et de nature à Montier-en-Der, 19-22 novembre 2015

## Prix et récompenses
- World Press Photo de l'année à ?
- Prix Niépce, à Laurent Millet
- Prix Nadar à Bruno Boudjelal pour Algérie, clos comme on ferme un livre ?, éditions Le Bec en l'air
- Prix Marc Ladreit de Lacharrière – Académie des beaux-arts à Klavdij Sluban[4] pour son projet Divagation sur les pas de Bashô (Japon), un parcours poétique inspiré par les voyages entrepris par le poète Bashô au XVIIe siècle à travers le Japon.
- Prix Henri-Cartier-Bresson : Claude Iverné (France), pour son projet « Photographies soudanaises, le fleuve des Gazelles »
- Prix HSBC pour la photographie à Maia Flore et Guillaume Martial
- Prix Bayeux-Calvados des correspondants de guerre à Heidi Levine
- Prix Carmignac du photojournalisme à ?
- Prix Pierre et Alexandra Boulat :  Alfonso Moral pour « Syria street » sur les conséquences du conflit syrien sur la ville de Tripoli au Liban.
- Prix Roger-Pic à non décerné
- Prix Lucas Dolega : Sébastien Van Malleghem pour son travail de long terme : « Prisons »[5]
- Prix Canon de la femme photojournaliste à Anastasia Rudenko
- Prix Picto à ?
- Prix Tremplin Photo de l'EMI à ?
- Prix Voies Off à Michel Le Belhomme
- Prix Révélation SAIF : Mara Sanchez-Renero (Mexique) pour sa série El cimarron y su fandango

- Prix Erich-Salomon à Josef Koudelka
- Prix culturel de la Société allemande de photographie à ?
- Prix Oskar-Barnack à JH Engström
- Leica Newcomer Award : Wiktoria Wojciechowska ( Pologne), pour sa série Short Flashes
- Prix Leica Hall of Fame à Thomas Hoepker
- Prix Hansel-Mieth à ?
- Prix Deutsche Börse à Mikhael Subotzky

- Prix national de portrait photographique Fernand-Dumeunier à ?

- Prix Paul-Émile-Borduas à ?
- Prix du duc et de la duchesse d'York à Vincent Lafrance

- Prix national de la photographie (Espagne) à ?

- Prix Ansel-Adams à Boyd Norton
- Prix W. Eugene Smith à Matt Black
- Prix Pulitzer
  - Catégorie « Feature Photography » à Daniel Berehulak, photographe indépendant, pour son reportage sur l'épidémie du virus Ebola en Afrique de l'Ouest, publié dans le The New York Times
  - Catégorie « Breaking News » à Laurie Skrivan
- Prix Inge Morath à Danielle Villasana (États-Unis), pour A Light Inside
- Prix Arnold-Newman pour les nouvelles orientations du portrait photographique à Nancy Borowick
- Infinity Awards
  - Prix pour l'œuvre d'une vie à Graciela Iturbide
  - Prix Cornell-Capa à ?
  - Prix de la publication Infinity Award à ?
  - Infinity Award du photojournalisme à ?
  - Infinity Award for Art à ?
  - Prix de la photographie appliquée à ?
- Lucie Awards
  - Lucie Award pour l'œuvre d'une vie à George Tice
  - Lucie Award Fine Art à Jerry Uelsmann
  - Lucie Award du photojournalisme à David Hume Kennerly
  - Lucie Award de la photographie documentaire à Danny Lyon
  - Lucie Award de la photographie humanitaire à Stephanie Sinclair
  - Lucie Award du portrait non décerné
  - Lucie Award de la photographie de sport à Barton Silverman
  - Lucie Award de la photographie d'architecture non décerné
  - Lucie Award de la photographie de mode à Roxanne Lowit
  - Lucie Award de la photographie de publicité non décerné
  - Lucie Award de la femme photographe non décerné
  - Lucie Award visionnaire non décerné
  - Spotlight Award non décerné
  - Lucie Award spécial non décerné
- Bourse MacArthur à LaToya Ruby Frazier
- Prix Higashikawa
  - Photographe japonais à ?
  - Photographe étranger à ?
  - Photographe espoir à ?
  - Prix spécial à ?
- Prix Ihei Kimura à ?
- Prix Ken Domon à ?
- Centenary Medal de la Royal Photographic Society à Wolfgang Tillmans
- Prix international de la Fondation Hasselblad à Wolfgang Tillmans
- Prix suédois du livre photographique à ?
- Prix Haftmann à Lawrence Weiner
- Prix Pictet à Valérie Belin[6]  France

## Grandes expositions
- Robert Doisneau, La beauté du quotidien, Multimedia Art Museum, Moscou.
- Germaine Krull (1897-1985) Un destin de photographe, Jeu de Paume, Paris.
- 21 février - 10 mai 2015 : Les soeurs Brown. Photographies de Nicholas Nixon, Musée du Temps, Besançon[7].
- 25 mars -17 mai : La vie en Kodak - Colorama publicitaires de 1950 à 1970, Pavillon populaire, Montpellier.
- février - mai : Visages. Le portrait photographique en Europe depuis 1990, Palais des beaux-arts, Bruxelles[8] ;

mai - août : Musée de la photographie des Pays-Bas (Nederlands Fotomuseum), Rotterdam ;
- Louis Stettner, 40 ans d’amitié Paris New-York, Fondation Auer Ory pour la photographie, Hermance, Suisse, du 30 mai au 30 août 2015

septembre - février 2016 : Musée de la photographie, Thessalonique.
- Jacques-Henri Lartigue, Lartigue en couleurs, dévoilant un pan inédit de l'œuvre du photographe du bonheur et révélant un Lartigue inconnu et surprenant, Maison européenne de la photographie, Paris, du 24 juin au 23 août 2015 [11],[12]
- 9 septembre - 20 décembre : Jeff Wall. Smaller Pictures, Fondation Henri-Cartier-Bresson, Paris[13],[14].
- 14 octobre - 24 janvier 2016 : Qui a peur des femmes photographes ? 1839-1945, Musée de l'Orangerie et Musée d'Orsay, Paris[15].
- 15 novembre - 21 février 2016 : À fendre le coeur le plus dur, Centre photographique d'Île-de-France, Pontault-Combault, consacrée au photo reportage de Gaston Chérau envoyé par le journal français Le Matin en Libye pour couvrir la guerre italo-turque de 1911-1912 en Tripolitaine[16].
- 25 novembre - 14 février 2016 : Denis Roche, Photolalies, 1967-2013, Pavillon populaire, Montpellier[17].

## Livres parus en 2015
- Sally Mann, Immediate Family • Réédition du livre paru en 1992, Aperture (en) -  (ISBN 978-1-59711-255-0)
- Mary Warner Marien, « Les plus grands photographes », coll. Visionnaires, traduit par Frédérique Destribats, 312 pages, éditions La Martinière •  (ISBN 978-2-73246-954-6)

rassemble des photographies de 75 photographes parmi lesquels Ansel Adams, Robert Adams, Diane Arbus, Eugène Atget, Richard Avedon, Man Ray, Brassaï, Henri Cartier-Bresson, Robert Capa, Walker Evans, Mario Giacomelli, Nan Goldin, John Heartfield, Lewis Hine, George Hoyningen-Huene, Josef Koudelka, Annie Leibovitz, Irving Penn, Man Ray, Sebastião Salgado, William Eugene Smith, Paul Strand, Lisette Model, Cindy Sherman, Alfred Stieglitz.

## Décès en 2015
- 29 janvier : 
  - Will McBride, photographe américain (° 10 janvier 1931)

- - Pierre Ferrari, photographe français (° 14 mars 1924)
- 6 février : Shunji Ōkura, photographe japonais (° 2 mai 1937)
- 15 février : Oreste Pipolo, photographe italien actif à Naples (° 15 février 1949).
- 28 mars : Michel Vanden Eeckhoudt, photographe belge (° 3 août 1947)
- 9 avril : Sascha Weidner, photographe allemand (° 1er août 1974)
- 11 avril : Lars Tunbjörk, photographe suédois (° 15 février 1956)
- 20 avril : Seita Vuorela, photographe finlandaise (° 15 mars 1971)
- 25 avril : Marc Hispard, photographe de mode français (° 1938)
- 2 mai : Caio Mario Garrubba, photographe italien (° 19 décembre 1923)
- 25 mai : Mary Ellen Mark, photographe américaine (° 20 mars 1940)
- 20 juin : Harold Feinstein, photographe américain (° 17 avril 1931)
- 30 juin : Charles Harbutt, photographe et photojournaliste américain (° 29 juillet 1935)
- 1er juillet : Marija Braut, photographe croate (° 7 août 1929).
- 2 juillet : Shōji Ōtake, photographe japonais (° 15 mai 1920)
- 20 juillet : Torbjörn Andersson, photographe suédois (° 1942)
- 3 septembre : Denis Roche, écrivain, poète et photographe français (° 21 novembre 1937)
- 24 septembre : Kikujirō Fukushima, photographe japonais (° 15 mars 1921)
- 14 octobre : Christophe Agou, photographe documentaire français (° 14 octobre 1969)

## Célébrations
Centenaire de naissance
- Maria Austria
- Juan Pando Barrero
- René-Pierre Bille
- Monika von Boch
- Lee Embree
- Hiroshi Hamaya
- Eiichi Matsumoto
- Yōichi Midorikawa
- Albert Monier
- Hans Namuth
- Arthur Rothstein
- Serge de Sazo
- Otto Steinert
- Georges Viollon

Centenaire de décès
- Joseph Barco
- Akkās Bāshi
- Désiré Charnay
- William Downey
- Caroline Hammer
- Sophia Hoare
- Edgard Imbert
- Ernst Juhl (de)
- Henri Langerock
- Kikuchi Shingaku
- Hilda Sjölin

Bicentenaire de naissance
- Franz Antoine
- Bertha Beckmann
- Julia Margaret Cameron
- Paul Chappuis
- Charles-Isidore Choiselat
- Jacques-Eugène Feyen
- Alois Löcherer
- Jules Raudnitz
- Isaac Rehn
- Warren de la Rue
- James Valentine
- Charles Paturel